# Arnoglossum
Arnoglossum là một chi thực vật có hoa trong họ Cúc (Asteraceae).

## Loài
Chi Arnoglossum gồm các loài: